# 호연지방
호연지방(일본어: ホウエン地方 호엔치호[*])은 포켓몬스터에 등장하는 지방이다.

## 개요 및 특징
포켓몬스터 루비·사파이어, 포켓몬스터 에메랄드와 포켓몬스터 오메가루비·알파사파이어에 등장하는 지방으로, 일본의 규슈를 모델로 하였다.

## 마을

### 미로마을
- 주인공이 호연지방으로 이사를 오면서 처음으로 도착하는 마을이며 고도마을 남쪽에 있다.
- 주인공의 집, 라이벌의 집이 있는데 처음에 주인공의 성별을 선택하는 것에 따라서 머무는 집이 달라진다. 왼쪽은 남자이며, 오른쪽은 여자이다.
- 털보박사의 연구소가 이곳에 있으며 에메랄드에서는 호연지방의 도감을 완성했다면 2세대 스타팅을 받고, 오메가루비/알파사파이어에서는 4,5세대 스타팅도 받을 수 있다.
- 5번째 배지를 받고 엄마에게 말을 걸면 '부적금화'를 준다.

### 고도마을
- 미로마을 북쪽에 있는 마을이다.

### 등화도시
- 고도마을 서쪽에 있는 도시로 호연지방에서 처음으로 체육관이 등장한다.
- 또다른 라이벌이자 동료인 민진의 집이 체육관 옆에 있다.
- 체육관에 처음으로 들어가면 관장이자 주인공의 아버지인 종길과의 대화 이후 민진이 체육관 안으로 들어와서 종길에게 포켓몬을 갖고 싶다며 종길은 민진에게 지그제구리를 빌려준다. 그러고는 주인공과 같이 102번도로에서 랄토스를 잡고 지그제구리를 종길에게 돌려준다.
- 종길은 배지 4개를 가지고 있다면 상대를 해주겠다고 하며 옆 도시인 금탄도시의 체육관 관장 원규를 소개해 준다.
- 종길의 타입은 노말 타입. 게을킹의 게으름 특성을 잘 이용해야 한다. 승리시 포켓몬 리그 공식 배지인 밸런스배지를 받고 옆에 있는 민진의 집으로 가서 아버지에게 말을 걸면 비전머신03 '파도타기'를 받는다. 오메가루비/알파사파이어에서는 게을킹의 레벨이 낮아지고 객기 대신 원수갚기를 쓴다.

후쿠오카시를 모티브로 삼았다.

### 금탄도시
- 호연지방 서쪽에 있는 커다란 도시로 첫번째 체육관과 트레이너스쿨이 등장하는 곳이다. 또한 데봉 코포레이션의 본사가 북서쪽에 있으며 체육관은 그 아래 오른쪽에 위치한다.
- 포켓몬센터 왼쪽에는 풀베기아저씨의 집이 있는데 아저씨에게 말을 걸면 비전머신01 '풀베기'를 받을 수 있다.
- 이곳에서 체육관에 처음으로 도전할 수 있다. 체육관 관장은 원규. 사용하는 타입은 바위 타입. 승리시 스톤배지와 기술머신39 '암석봉인'을 받는다. 배지를 받고 체육관을 나와보면 등화숲에서 데봉화물을 가져가려 했던 조무래기가 또다시 빼앗아 금잔터널로 도주한다.
- 데봉 코포레이션에서는 데봉화물을 되찾아주면 사장 나발명에게 포켓내비를 받는다. 오메가루비/알파사파이어에서는 TV내비를 받는다. 처음 들어왔을 때는 1층밖에 이용할 수 없지만 화물을 돌려주면 윗층도 이용할 수 있다.또한 화석도 이곳에서 포켓몬으로 부활시킬 수 있으며, 화물을 돌려주면 나발명이 화물을 잿빛도시에 전달해달라는것과 무로마을 옆의 바위동굴에 있는 나성호에게 편지를 전달해달라고 한다. 이것을 모두 마치고 나발명에게 다시 돌아오면 '학습장치'를 받을 수 있다.
- 트레이너스쿨에서는 '선제공격손톱'을 얻을 수 있다.

### 무로마을
- 호연지방 서남쪽의 섬에 있는 마을로 황금마을처럼 다른 도시나 마을과는 달리 프랜들리숍이 없다.
- 처음 방문할때는 섬이라 그런지 하기노인의 배로 이동하는데 밸런스배지를 얻은 이후에는 비전머신 파도타기로 올 수 있다.
- 섬 북쪽에 있는 바위 동굴은 돌 수집가들에게 인기가 많다.
- 마을 북쪽에 무로집회소가 있다. 집회소 앞의 소년을 통해서 유행어를 바꿀수 있는데 유행어가 바뀔때마다 모두 영향을 받아 호연지방 전체로 퍼져 나가게 된다. 또한 바꿀때마다 119번도로에서 빈티나를 잡는 포인트가 바뀌게 된다.
- 체육관 관장은 철구. 사용하는 타입은 격투 타입. 승리시 너클배지와 TM08 '벌크업'을 받는다.

### 잿빛도시
- 바다박물관에서 마적 또는 아강을 만난다.
- 콘테스트 라이브에 참가할 수 있다.
- 배타는 곳에서 잠수함을 빼앗긴다.

### 보라시티
- 구마모토시를 모티브로 삼은 도시이다.
- 민진과 재회 한다.
- 보라키친에서 놀수 있다.
- 기술을 가르침 받는다.
- 자전거를 받는다.
- 거꾸로 배틀이 가능하다.
- 메르헨아저씨게 O파워를 얻는다.
- 민진과 승부한다.
- 비전머신 바위깨기를 받는다.
- 보라시티 체육관 관장 암페어와 승부한다.
- 마그마단 또는 아쿠아단을 마주친다.
- 암페어의 조사의뢰를 받는다.
- 기술머신 10만 볼트를 받는다.

### 잔디마을
- 버섯꼬를 찾고 피죤투 나이트를 받는다.

### 단풍마을
- 공석박사를 구한다.

### 용암마을
- 용암마을 체육관에 도전한다.
- 친구에게 고글을 받고 등화도시로 간다.

### 검방울시티
- 성한을 만난다.
- 성호에게 데봉스코프를 받는다.
- 검방울 시티 체육관에 도전한다.
- 공중날기를 얻는다.

### 해안시티
- 친구와 4번째 배틀을 한다.
- 잠수정을 찾기 위해 아쿠아단 또는 마그마단의 아지트에 간다.

### 이끼시티
- 이끼시티 체육관에 도전한다.
- 성호에게 다이빙을 받는다.

### 루네시티
- 마그마 슈트 또는 아쿠아 슈트를 받는다.
- 루네시티 체육관에 도전한다.

### 그랜드시티
- 챔피언 로드에 간다.

### 황금마을
- 기술머신 두개를 받는다.

## 도로, 수로
호연지방에서는 101번 도로에서 시작된다.

### 101번 도로
- 털보박사를 도와주고 스타팅 포켓몬을 받는다.
- 친구에게 몬스터볼, 도감내비를 받는다.

### 102번 도로
- 포켓몬 트레이너와 처음으로 배틀한다.

### 103번 도로
- 친구와 처음으로 배틀한다.

### 104번 도로
- 기술머신 에코보이스를 받는다.
- 고래왕자 물뿌리개를 얻는다.
- 처음으로 더블배틀을 한다.
- 하기노인의 배로 무로마을에 간다.

### 105번 수로
- 파도타기로 둘러본다.

### 106번 수로
- 해변에 있는 포켓몬 트레이너와 배틀한다.

### 107번 수로
- 해저를 탐험한다.

### 108번 수로
- 파도타기로 둘러본다.

### 109번 수로
- 바다의 집에서 논다.

### 110번 도로
- 마그마단 또는 아쿠아단이 작전회의 하는 것을 본다.
- 미궁의 대저택에 도전한다.
- 친구와 2번째 포켓몬 승부를 한다.
- 다우징머신을 받는다.

### 111번 도로
- 연승가족을 만난다.
- 인터뷰어를 처음 만난다.
- 성한을 처음 만난다.
- 뿌리화석 또는 발톱화석을 얻는다.

### 112번 도로
- 친구에게 비전머신 괴력을 받는다.
- 케이블카를 탄다.

### 113번 도로
- 화산재를 모아 도구를 얻는다.

### 114번 도로
- 화석마니아에게 기술머신 구멍 파기를 얻는다.

### 115번 도로
- 배틀을 한다.

### 116번 도로
- 리피드볼을 받는다.

### 117번 도로
- 포켓몬키우미집을 만난다.

### 118번 도로
- 인터뷰어에게 대답한다.
- 성호와 만나 남쪽의 외딴섬에 간다.

### 119번 도로
- 날씨연구소에서 마그마단의 호걸 또는 아쿠아단의 이연과 두번째로 대결한다.
- 친구와 3번째 포켓몬 승부를 한다.
- 친구에게 공중 날기를 받는다.

### 120번 도로
- 인터뷰어에게 또다시 대답한다.
- 성호에게 데봉스코프를 받는다.
- 가뭄의 암굴 지하 3층에 환상의 포켓몬 히드런이 있다.

### 121번 도로
- 마그마단 또는 아쿠아단의 이야기를 듣는다.
- 사파리존에 간다.

### 122번 수로
- 송화산에 간다.

### 123번 도로
- 마그마단 또는 아쿠아단을 쫓는다.

### 124번 수로
- 다이빙을 할 수 있다.

### 125번 수로
- 여울의 동굴에 간다.

### 126번 수로
- 루네시티에 간다.

### 127번 수로
- 파도타기로 둘러본다.

### 128번 수로
- 그랜드 시티에 간다.

### 129번 수로
- 그랜드 시티에 간다.

### 130번 수로
- 비밀의 꽃밭에 간다.

### 131번 수로
- 황금마을에 간다.
- 하늘기둥에 간다.

### 132번 수로
- 급류를 탄다.

### 133번 수로
- 급류를 탄다.

### 134번 수로
- 다이빙으로 고시의 석실에 간다.

## 시설, 장소

### 송화산
모티브는 가고시마현 동부에 위치한 사쿠라지마.

## 같이 보기
- 《포켓몬스터 루비·사파이어》
- 《포켓몬스터 에메랄드》
- 《포켓몬스터 오메가루비·알파사파이어》